# وانكورت
وانكورت (بالفرنسية: Wancourt)‏ هي بلدية تقع في إقليم باد كاليه من منطقة نور با دو كاليه في شمال فرنسا. تبلغ مساحة هذه المدينة 8.9 (كم²)، وترتفع عن سطح البحر 61 م، يبلغ عدد سكانها 609 نسمة حسب إحصاء المعهد الوطني للإحصاء والدراسات الاقتصادية سنة 2009 م. وترأس Michel Montagne البلدية خلال فترة (2008-2014).